# Humberto Mendoza (botánico)
Humberto Mendoza Cifuentes ( 1967 - ) es un biólogo y botánico colombiano.
En 1993 obtuvo su licenciatura en Biología de la Universidad Nacional del Valle con una síntesis final de graduación sobre Pourouma cecropiifolia Mart. (Cecropiaceae).
Ha realizado expediciones botánicas por Colombia.

## Algunas publicaciones
- --------------, adriana Prieto Cruz. 2003. "Una nueva especie del género Huilaea Wurdack (Melastomataceae) en Colombia" . En: Colombia Academia Colombiana De Ciencias Exactas, F´Isicas Y Naturales. ISSN 0370-3908 Ed. Universidad Nacional De Colombia Sede Bogotá XXVII ( 102): 39 - 43

### Libros
- 2009. Revisión taxonómica del género Centronia D. Don y evaluación de su estatus en la tribu Merianieae (Melastomataceae). Ed. Universidad Nacional de Colombia, Sede Bogotá. 328 pp.
- 2006. Guía Ilustrada de Géneros de Melastomataceae y Memecylaceae de Colombia. Colombia, diversa por naturaleza. Ed. Instituto de Investigación de Recursos Biológicos Alexander von Humboldt, 288 pp. ISBN 9588151678
- --------------, bernardo Ramírez Padilla, luis carlos Jiménez Bulla. 2004. Rubiaceae de Colombia: guía ilustrada de géneros. Ed. Instituto Alexander von Humboldt. 351 pp. ISBN 9588151317
- --------------, --------------. 2000. Plantas con flores de La Planada: guía ilustrada de familias y géneros. Ed. Instituto Alexander von Humboldt. 244 pp. ISBN 9586652999

## Honores

### Premios y reconocimientos
- Mención de honor, de la Biblioteca Luis Ángel Escobar, 2000

- La abreviatura «Humberto Mend.» se emplea para indicar a Humberto Mendoza como autoridad en la descripción y clasificación científica de los vegetales.[4]